# Буди-Матуси
Буди-Матуси (пол. Budy-Matusy) — село в Польщі, у гміні Радзанув Млавського повіту Мазовецького воєводства.
Населення — 62 особи (2011).

## Демографія
Демографічна структура станом на 31 березня 2011 року:
|          | Загалом | Допрацездатний вік | Працездатний вік | Постпрацездатний вік |
| -------- | ------- | ------------------ | ---------------- | -------------------- |
| Чоловіки | 28      | 7                  | 16               | 5                    |
| Жінки    | 34      | 4                  | 20               | 10                   |
| Разом    | 62      | 11                 | 36               | 15                   |